# 야마다 후키
야마다 후키(일본어: 山田 楓喜, 2001년 7월 10일~)는 일본의 축구 선수이다.

## 구단 경력
2020년 J2리그의 교토 상가 FC에 입단하였다. 2021년 J2리그 준우승으로 J1리그로 승격하였다. 2024년 도쿄 베르디로 임대 이적했다. 2025년 CD 나시오날로 임대 이적했다.

## 국가대표팀 경력
그는 2022년 AFC U-23 아시안컵에 참가할 일본 U-23 국가대표팀에 발탁되었다.
2024년 AFC U-23 아시안컵에도 출전했다. 우즈베키스탄와의 결승전에서는 후반 46분에 극적인 결승골을 기록, 1-0로 승을, 일본이 우승을 달성하는데 크게 기여하였다. 2024년 하계 올림픽에도 발탁되었으며, 2경기에 출전, 8강 진출.